# Tommy és Tuppence Beresford
Tommy és Tuppence Beresford nyomozó házaspár Agatha Christie egyes regényeiben.
Tommy rendőr, Tuppence (más néven Prudence) az ő hűséges segítője és felesége, aki amellett, hogy segíti, ha időnként szükség van rá, lelket is önt belé. Minden regényben és novellában együtt nyomoznak és teljesen egyenrangú félként segítik a másikat, nem nézik le egymást, nincs rangsor (nem úgy, mint Hercule Poirot-nál, Arthur Hastings-nél és James Japp főfelügyelőnél). Ettől függetlenül természetesen nekik is vannak segítőik, mint például a legismertebb, Albert Batt. A két hős először A titkos ellenfél-ben (1922) tűnik fel és nyomoz sikeresen Albert Batt segítségével. Ekkor még, mint barát és barátnő, Thomas Beresford és Prudence Cowley-ként. Utoljára a Sors-rejtekajtó-ban (A sors kapuja) (1973) jelentek meg, már mint idős házaspár és ebben e történetben Agatha Christie ez egyszer őket is a múltban nyomoztatja (úgy mint pl.: Poirot-t az Öt kismalac-ban (1943) ), az idős Batt segítségével.
Az első regény, amelyben nyomoznak 1922-ben jelent meg, így ők Agatha Christie második nyomozó hőse(i). Mégsem ők a második legnépszerűbb nyomozók Agatha Christie-től.

## Legismertebb megformálóik
- Francesca Annis, Greta Scacchi (Tuppence)
- James Warwick, Anthony Andrews (Tommy)[1]

## Megjelenéseik regényekben
- A titkos ellenfél (1922)
- N vagy M (1941)
- Balhüvelykem bizsereg (1968)
- Sors-rejtekajtó (A sors kapuja) (1973)

## Megjelenéseik novellákban
- A baljóslatú idegen esete (1924)
- A bombabiztos alibi (1928)
- Az eltűnt hölgy esete (1924)
- Férfi a ködben (1924)
- Impassz a királyban (1924)
- A lelkész lánya (1923)
- A leselkedő halál háza (1924)
- A nagykövet csizmája (1924)
- No.16 (1924)
- Pénzhamisítók (1924)
- A rózsaszín gyöngy esete (1924)
- A Sunningdale-rejtély (1924)
- Szembekötősdi (1924)
- Tündér a lakásban (1924)[2]